# Synthymia australis
Synthymia australis är en fjärilsart som beskrevs av Charles Oberthür. Synthymia australis ingår i släktet Synthymia och familjen nattflyn. Inga underarter finns listade i Catalogue of Life.